# Festuca schischkinii
Festuca schischkinii är en gräsart som beskrevs av Krivot. Festuca schischkinii ingår i släktet svinglar, och familjen gräs. Inga underarter finns listade i Catalogue of Life.